# Landesregierung Lechner IV
Die Landesregierung Lechner IV bildet die  Salzburger Landesregierung in der 7. Gesetzgebungsperiode unter Landeshauptmann Hans Lechner von der Wahl der Landesregierung am 22. Mai 1974 bis zum Rücktritt Lechners als Landeshauptmann am 20. April 1977 bzw. der Wahl der Nachfolgeregierung Haslauer I.
Nach der Landtagswahl 1974 hatten sich die Machtverhältnisse innerhalb der Landesregierung erstmals seit der Landtagswahl 1954 verändert. Die Österreichische Volkspartei (ÖVP) konnte einen Regierungssitz hinzugewinnen und stellte damit erstmals seit der unmittelbaren Nachkriegszeit die absolute Mehrheit in der Landesregierung. Neben dem Landeshauptmann stellte die ÖVP wie bisher den Zweiten Landeshauptmann-Stellvertreter und nun statt eines Landesrats zwei Landesräte. Die Sozialistische Partei Österreichs (SPÖ) verlor hingegen einen Landesrat und stellte nun nur noch den Ersten Landeshauptmann-Stellvertreter und einen Landesrat. Die Freiheitliche Partei Österreichs (FPÖ) konnte ihren einzigen Landesrat halten. Auf Grund der Mehrheitsverschiebungen kam es zu personellen Veränderungen gegenüber der Lechner III. Das Amt des zweiten ÖVP-Landesrates besetzte Hans Katschthaler, dafür schied der SPÖ-Landesrat Hans Pexa aus dem Landtag aus. Für Landesrat Karl Steinocher, der am 2. November 1976 aus der Regierung ausschied, wurde am selben Tag der bisherige Landesrat Herbert Moritz zum neuen Ersten Landeshauptmann-Stellvertreter gewählt. Als neuer Landesrat zog Sepp Oberkirchner in die Regierung ein.

## Regierungsmitglieder
| Amt                                                                    | Name              | Partei | Ressorts |
| ---------------------------------------------------------------------- | ----------------- | ------ | -------- |
| Landeshauptmann                                                        | Hans Lechner      | ÖVP    |          |
| 1. Landeshauptmann-Stellvertreter ab 2. November 1976, zuvor Landesrat | Herbert Moritz    | SPÖ    |          |
| 2. Landeshauptmann-Stellvertreter                                      | Wilfried Haslauer | ÖVP    |          |
| Landesrat                                                              | Walter Leitner    | FPÖ    |          |
| Landesrat                                                              | Hans Katschthaler | ÖVP    |          |
| Landesrat ab 2. November 1976                                          | Sepp Oberkirchner | SPÖ    |          |
| Landesrat                                                              | Rupert Wolfgruber | ÖVP    |          |
| Vorzeitig ausgeschiedene Mitglieder der Landesregierung                |                   |        |          |
| 1. Landeshauptmann-Stellvertreter bis 2. November 1976                 | Karl Steinocher   | SPÖ    |          |